# Bolsa de Valores de Quito
La Bolsa de Valores de Quito (BVQ) es una sociedad anónima, con ánimo de lucro, que tiene por objeto brindar a sus miembros, las casas de valores, el lugar de reunión, los servicios y mecanismos requeridos para la negociación de los valores inscritos en su registro.
Son miembros de la corporación las casas de valores autorizadas por la Superintendencia de Compañías, que hayan sido admitidas como tales por la corporación en observancia de lo dispuesto por sus normas de autorregulación

## Historia
En 1969, se expide la Ley No.111, que faculta el establecimiento de bolsas de valores, sociedades anónimas. Otorgando facultad a la Comisión de Valores para fundar y promover la constitución de la Bolsa de Valores de Quito.
En 1993, se expide la primera Ley de Mercado de Valores que establece su carácter civil y privado.
El 20 de mayo de 2014, se expide la Ley Orgánica para el Fortalecimiento y Optimización del Sector Societario y Bursátil.